# Lycianthes stephanocalyx
Lycianthes stephanocalyx är en potatisväxtart som beskrevs av Friedrich August Georg Bitter. Lycianthes stephanocalyx ingår i Himmelsögonsläktet som ingår i familjen potatisväxter. Inga underarter finns listade i Catalogue of Life.